# リチャード・ハンドコック (第3代カースルメイン男爵)
第3代カースルメイン男爵リチャード・ハンドコック（英語: Richard Handcock, 3rd Baron Castlemaine、1791年11月17日 – 1869年7月4日）は、イギリスの貴族、政治家。トーリー党に属し、1826年から1832年まで庶民院議員を、1841年から1869年までアイルランド貴族代表議員を務めた。

## 生涯
第2代カースルメイン男爵リチャード・ハンドコックと妻アン（Anne、旧姓フレンチ（French）、1852年11月4日没、アーサー・フレンチの娘）の息子として、1791年11月17日にダブリンで生まれた。
1826年イギリス総選挙でアスローン選挙区から出馬した。アスローンではカースルメイン男爵家が議席を掌握しており、地方自治体（corporation）の成員を全員指名していた。住民の一部は地方自治体が地域の発展に全く寄与していないと不満を感じ、候補者を出そうとしたが、そこへハンドコックが住民の不満に対処すると表明して出馬、そのまま無投票で当選した。選挙申立が出されたが、申請者が有権者でないとして却下され、さらに申請者とされる住民3名から申請が偽造であるとする請願が出され、申請を偽造したトマス・フラナガン（Thomas Flanagan）が裁判にかけられた。1830年イギリス総選挙では対立候補としてジェームズ・タルボットが立てられ、投票の日に身なりの汚い人物が大勢タルボットに投票しようとしたが、有権者が自由市民（freeman）に限定されており、実際にタルボットに投票できたのは2人だけだった。一方、ハンドコックは34票を得て易々と再選した。
議会ではトーリー党に属し、カトリック解放に反対（1827年3月、1828年5月、1829年3月）、審査法廃止に反対（1828年2月）、アイルランドの石炭関税廃止に賛成（1830年5月）、通貨偽造罪の死刑廃止に賛成（1830年6月）、メイヌース大学への助成金打ち切りに賛成（1831年9月）、奴隷制度の廃止に反対（1832年5月）した。第1回選挙法改正には一貫して反対し、1831年イギリス総選挙ではグレイ伯爵内閣が提出した選挙法改正案を「革命的」（revolutionary）だと批判して、反対を公約した。ただし、グレイ伯爵内閣が提出した十分の一税改革法案には賛成（1832年7月）した。
1832年イギリス総選挙で保守党候補としてアスローンから出馬したがタルボットに敗北、1837年イギリス総選挙でウェストミーズ選挙区から出馬したが同じく落選している。
1840年4月18日に父が死去すると、カースルメイン男爵位を継承した。その後、サー・ロバート・ピールにアイルランド貴族代表議員への選出を求め、1841年7月6日に当選、1869年に死去するまで務めた。貴族院ではピールと同じく、1846年に穀物法廃止支持に転じた。
1869年7月4日に死去、同名の息子リチャードが爵位を継承した。

## 家族
1822年4月17日、マーガレット・ハリス（Margaret Harris、1867年1月27日没、マイケル・ハリスの次女）と結婚、4男3女をもうけた。
- フロリンダ（Florinda、1823年3月9日 – 1906年4月26日） - 1854年7月25日、サミュエル・スティーブン・ベートソン（Samuel Stephen Bateson、1879年3月9日没、初代準男爵サー・ロバート・ベートソン（英語版）の息子）と結婚、子供なし[6][5]
- メアリー（1825年6月17日 – 1825年6月30日[5]）
- リチャード（1826年7月25日 – 1892年4月26日） - 第4代カースルメイン男爵[1]
- アネット（Annette、1828年4月16日 – 1888年11月10日） - 1858年2月2日、第7代チャールモント子爵ジェームズ・アルフレッド・コールフィールドと結婚、1女をもうけた[7]
- インチクィン（Inchiquin、1829年6月19日 – 1829年6月21日[5]）
- ロバート・ジョン（1830年9月19日 – 1902年4月10日） - 1856年1月10日、キャロライン・エミリー・ルイーザ・ペスター（Caroline Emily Louisa Pester、1922年没、ヘンリー・ペスターの娘）と結婚、子供あり[6]
- ヘンリー（1834年8月2日/5日 – 1858年12月1日） - インドにて没[5][8]